# 亞利加尼營之戰

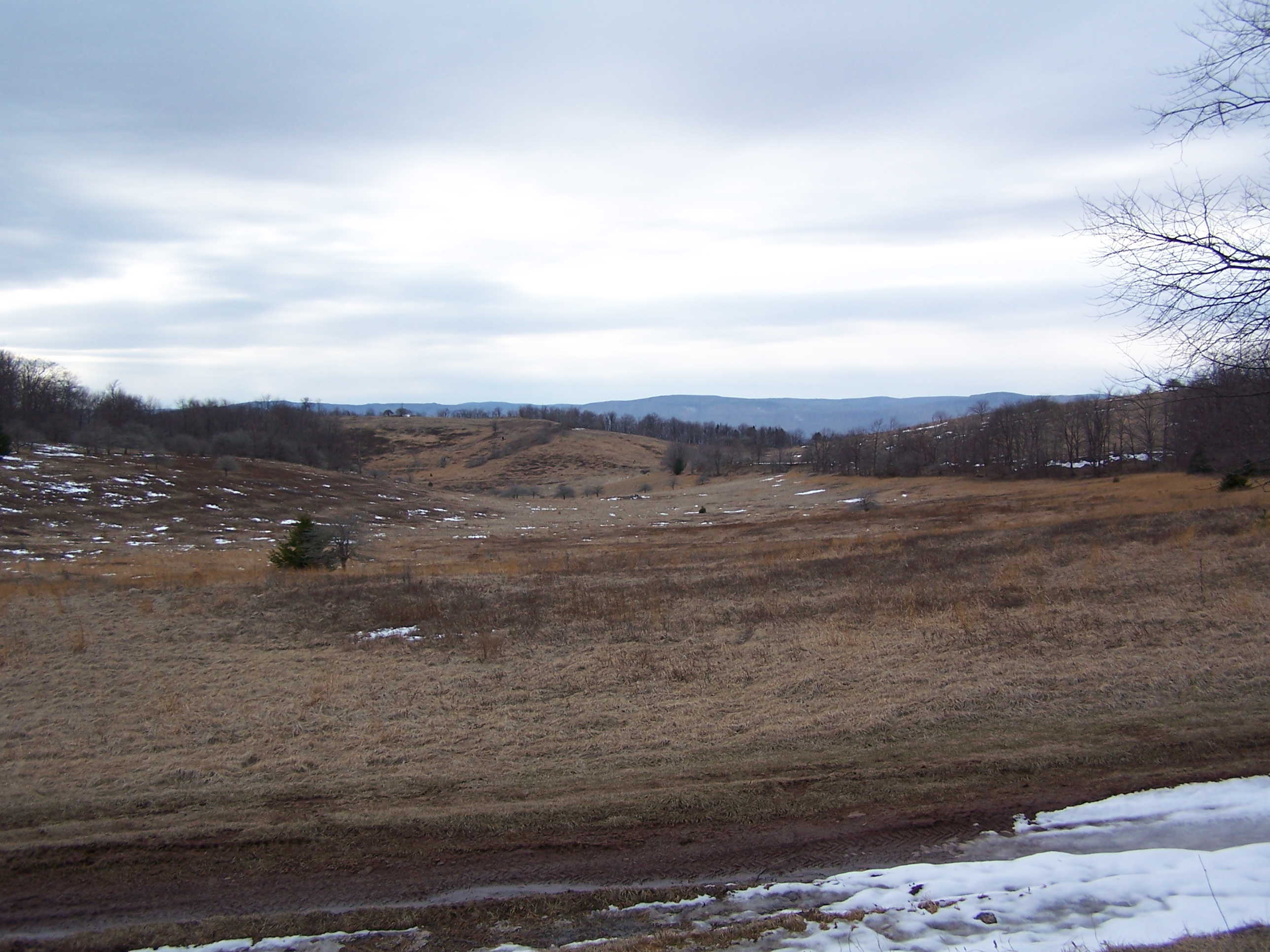
亞利加尼營

亞利加尼營之戰（英語：Battle of Camp Allegheny）於1861年12月13日發生在維吉尼亞（今西維吉尼亞）的波卡洪塔斯縣，是在早期南北戰爭中西維吉尼亞戰役的一場戰役。

## 戰事
南軍派軍到他們的收費公路作防守，於12月13日一早，北軍進攻。當時雙方為了得優勢而在山谷和樹林間作戰，北軍強攻南軍，使於樹林間的南軍難以撤退，南軍大砲反擊，北軍最後被打散，撤回奇特山。

## 戰事結束
北軍傷亡人數為137，南軍則傷亡146人。而南軍軍官愛得華·約翰遜因英勇作戰而得到嘉勉。